# Уче, Калу
Калу Уче (англ. Kalu Uche; 15 ноября 1982, Аба) — нигерийский футболист, атакующий полузащитник. Выступал за сборную Нигерии.

## Карьера
Калу Уче начал карьеру в клубе «Эньимба», откуда спустя год он перешёл в «Ивуаньянву Нэйшнл», где выступал два сезона. Летом 2000 года Уче перешёл в «Эспаньол», где выступал во второй команде клуба.
В июле 2001 года Уче перешёл в краковскую «Вислу». Он дебютировал в основе команды 30 сентября 2001 года в матче чемпионата Польши с клубом «Видзев»; всего в первом сезоне он сыграл 11 раз. В следующем году Уче провёл 26 матчей за клуб и забил 6 голов, став чемпионом страны, а также помог команде выйти в 1/8 Кубка УЕФА. В следующем году Калу пропустил половину сезона, после того, как отказался играть в отборочном матче Лиге чемпионов с «Омонией». В сезоне 2004/05 Уче провёл во французском «Бордо», куда перешёл, на правах аренды, за 500 тыс. евро.
В 2005 году Уче перешёл в испанский клуб «Альмерия» за 1 млн евро. 26 августа 2007 года он дебютировал в основе команды, выйдя на замену, в матче с клубом «Депортиво Ла-Корунья», в котором его команда победила 3:0. В своём первом сезоне в Испании он забил 8 голов, из которых 3 в последних 5 матчах. В последующие годы Уче завоевал место в основе команды. После ухода из команды Альваро Негредо, Уче занял его место в атаке «Альмерии» и забил в сезоне 2009/10 9 голов.

## Международная карьера
В составе сборной Нигерии Уче дебютировал 21 июня 2003 года в матче отборочного турнира Кубка африканских наций против Анголы; игра завершилась вничью 2:2. В 2010 году Уче играл на Кубке африканских наций и чемпионате мира.

## Личная жизнь
Младший брат Калу, Икечукву Уче, также является футболистом.

## Достижения
«Висла» (Краков)
- Чемпион Польши (2): 2002/03, 2003/04
- Обладатель Суперкубка Польши: 2001
- Обладатель Кубка Польши (2): 2001/02, 2002/03
- Обладатель Кубка Экстраклассы: 2002
- Итого: 6 трофеев